# 눈물로 지울거예요
〈눈물로 지울거예요〉는 이용이 2014년 발표한 가요이다.